# 이반석
이백석 (李白石, Lee Baekseok, 1996년 10월 5일 - )은 대한민국의 작가이다. 별호는 백신(白信, Vaccine)이다.

## 학력
- 군포초등학교 졸업
- 당동중학교 졸업
- 수리고등학교 졸업
- 백석대학교 신학과 졸업

## 음반
- '나의 힘이신 여호와' (CCM)

## 수상
- 백석대학교 기독교학부 신학과 설교대회 1위
- 육군용사상(제39보병사단장 수여)
- 수리고등학교 영어토론대회(SDC) EFL 부분 2위
- 수리고등학교 영어 에세이 쓰기 대회 3위

## 어록
- 기독교변증이 방어학문이라면, 선교학은 공격학문이다.
- 기독교변증의 수준을 최고도로 높이면, 변증은 더이상 변증이 아닌 전도가 된다.
- 신학은 하나님에 관한 학문이다. 따라서 신학은 경건학문이다.
- 그대의 젊음을 불태울 건강한 가치는 기독교다.
- 기독교는 역설의 종교다.
- 인간 모두가 추구하면서 정확히 설명하진 못하는 존재, 그것은 곧 사랑이며 나는 그것이 기독교의 하나님이라고 믿는다.

## 기고
- 당신의 설교자를 검증하십시오![1]
- 신학은 경건학문이다[2]
- 십자가의 도[3]
- 신학공부의 정도(正道)[4]
- 군 윤리 십계명[5]
- 내 인생의 전환점[6]